# Elvira Martinez y Cabrera
Elvira Martinez y Cabrera (Napoli, 1902 – Mercato San Severino, 1964) è stata una pittrice italiana.

## Biografia
Figlia di Francesco Martinez y Cabrera, ufficiale di artiglieria, e di Angela Marciani, aveva anche un fratello maggiore, Pietro. I numerosi soggiorni dovuti al lavoro del padre, in Italia e all'estero, le daranno possibilità di conoscere numerose personalità dell'epoca, tra le quali la poetessa Maria Antonietta de Carolis (nome d'arte Mattonetta).
Alla fine della prima guerra mondiale, la famiglia si trasferisce a Napoli, dove Elvira approfondisce le tecniche pittoriche grazie alla frequentazione di noti artisti del tempo, quali Onofrio Tomaselli ed Eduardo Monteforte. Dopo la metà degli anni Venti la famiglia si trasferisce nel palazzo di Piazza del Galdo, anche a causa dell'ostilità del padre al regime. In questa dimora la pittrice visse un lungo periodo di isolamento personale e artistico, come dimostra anche la sua assenza alla I Mostra salernitana d'arte del 1927, di cui segue le vicende attraverso una corrispondenza con l'amica pittrice Olga Schiavo, che la incoraggerà a esporre le sue opere alla II Mostra Salernitana d'Arte del 1933 alla quale la rivista Fiamma Italica dedicò un articolo. Questa partecipazione le varrà gli apprezzamenti del critico d'arte Clément Morro in un articolo pubblicato sulla rivista francese "La Revue Moderne illustrée des Arts et de la Vie" dello stesso anno:
(Clément Morro)
A Napoli espone le sue opere nella mostra organizzata dai Sindacati degli Artisti nella Casina Spagnola del Maschio Angioino, occasione in cui vende alcune sue opere. Nel 1935 partecipa alla II Mostra Femminile e due anni dopo alla I Mostra del Sindacato Provinciale Fascista Belle Arti a Salerno.
Nel gennaio del 1939 viene inaugurata una sua mostra personale a Manduria, in cui espone 76 acquerelli che riguardano vari motivi pittorici. L'esposizione ebbe successo di pubblico.
La mostra "Luccichii: pittrici salernitane degli anni Trenta (1927-1941)", tenutasi presso la Pinacoteca provinciale di Salerno, in cui sono state esposte diciassette opere della Martinez, è stata segnalata nel programma nazionale delle Giornate di primavera del FAI del 2008.
L'Archivio Storico dei Musei Provinciali del Salernitano conserva dodici lettere manoscritte che la pittrice Olga Schiavo scrisse alla Martinez y Cabrera, in cui si parla sia di questioni personali che artistiche.
Alcune sue opere sono esposte in maniera permanente nel Palazzo della Camera di Commercio di Salerno: insieme ad altre tele di Olga Napoli, Olga Schiavo, Alfonso Gatto, Mario Carotenuto e molti altri artisti della collezione del palazzo storico, sono state inserite nella mostra "Opere in Camera: una collezione d'arte nel cuore della Salerno moderna"

## Caratteristiche artistiche
Le sue opere toccano svariati motivi pittorici, dai fiori, ai paesaggi agli interni. Il disegno viene definito dagli osservatori dell'epoca come perfetto e la prospettiva magistrale.
Le scene da lei ritratte riprendono quasi sempre la realtà che circonda la casa, il paese, il mare e la vita abituale dell'artista.
Elvira Martinez y Cabrera era capace di affrontare tecniche diverse, a olio, inchiostro e soprattutto ad acquerello, dando però il meglio di sé nella china acquerellata.
Entra a far parte della corrente artistica della scuola campana di inizio Novecento, insieme ad altri artisti come Olga Schiavo, Maria Bertolani, Antonietta Casella Beraglia, Pasquale e Mario Avallone, Clemente Tafuri di cui abbiamo numerose testimonianze nei periodici dell'epoca e in pubblicazioni scientifiche dei nostri giorni. Questi artisti ritraggono nelle loro opere la quotidianità e i luoghi a loro cari, restituendoci la viva immagine di un mondo che non c'è più. Per questo motivo le loro opere hanno un doppio valore, sia artistico che documentario.